# Xã Keysville, Quận Pawnee, Kansas
Xã Keysville (tiếng Anh: Keysville Township) là một xã thuộc quận Pawnee, tiểu bang Kansas, Hoa Kỳ. Năm 2010, dân số của xã này là 32 người.